# Louis Paul Boon

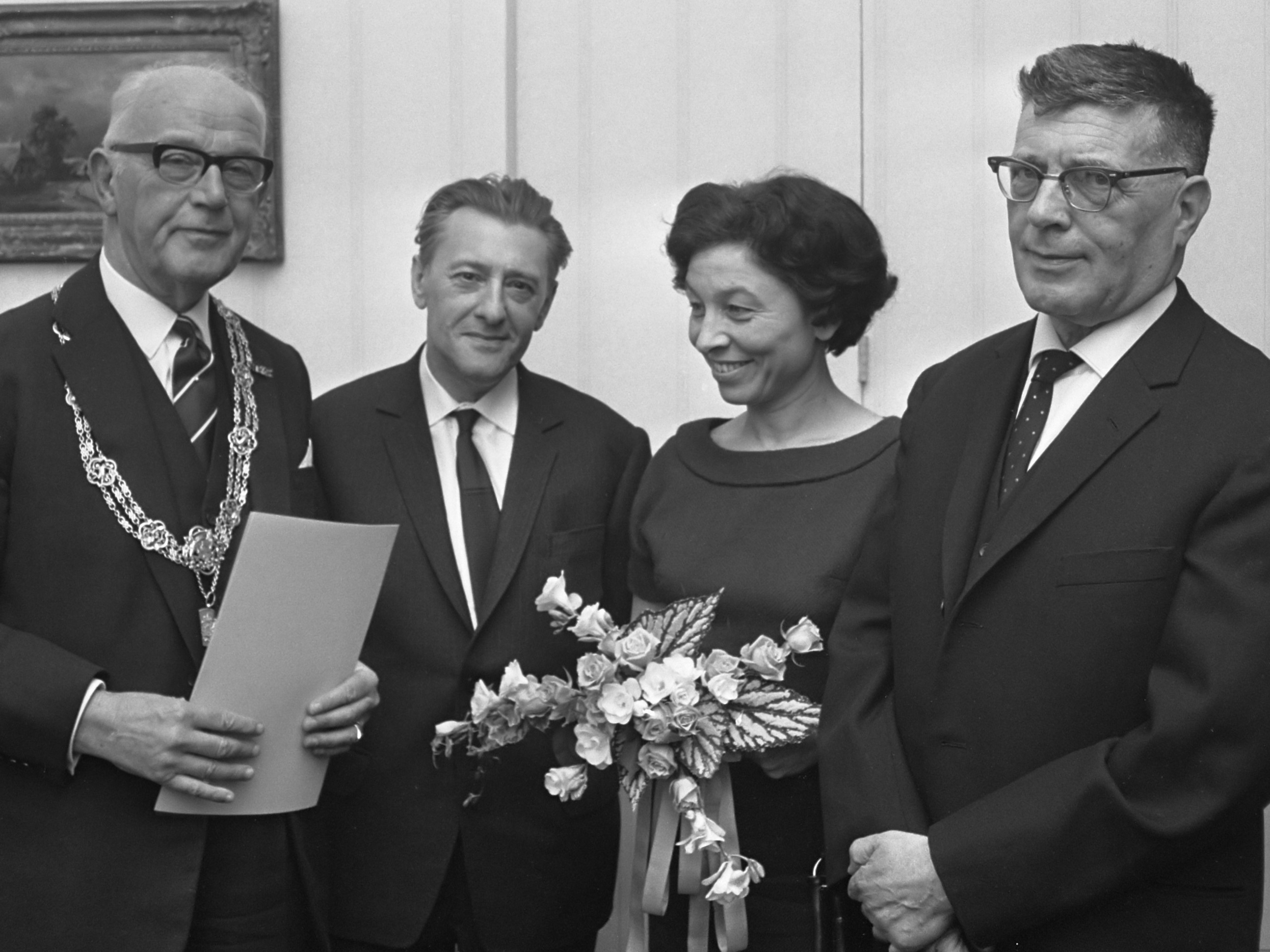
Hans Kolfschoten, Louis Paul Boon, Hanny Michaelis & Jacques Presser (1967)

Louis Paul Boon (* 15. März 1912 in Aalst, Belgien; † 10. Mai 1979 in Erembodegem bei Aalst) war ein flämischer Schriftsteller und Journalist. Er gilt in den Niederlanden als einer der wichtigsten niederländischsprachigen Autoren.

## Leben
Boon kam 1912 als Lodewijk Paul Aalbrecht Boon in einer Arbeiterfamilie im niederländischsprachigen Teil Belgiens zur Welt. Sein Vater war Maler und Lackierer, seine Mutter betrieb ein Farbengeschäft. Boon, ein begabter Schüler, sollte eigentlich Schlosser werden, doch wurde er wegen Lappalien von der Volksschule verwiesen und musste seinem Vater als Anstreicher helfen. Er war ein leidenschaftlicher Leser und hat seit seiner Jugend seine freie Zeit hauptsächlich mit Lesen ausgefüllt. Daneben galt seine Liebe der Malerei: an den Wochenenden studierte er an der Aalsterse Academie voor Schone Kunsten. Eine schwere Krankheit seines Vaters zwang ihn 1929 zum Abbruch des Studiums. Boon musste nun die fünfköpfige Familie ernähren und pendelte zwischen Aalst und Gent, wo er Autolackierer war.
Anfang der 1930er Jahre kam er in Kontakt mit anarchistischen und sozialistischen Kreisen, die auf ihn Einfluss gewannen, denen er sich allerdings niemals als Aktivist zur Verfügung stellte. 1936 heiratete er Jeanneke de Wolf, 1938 bekamen die beiden einen Sohn, ihr einziges Kind. Als 1939 der Zweite Weltkrieg ausbrach, wurde Boon zum Militärdienst eingezogen, den er hauptsächlich in der Kaserne verbrachte. In dieser Zeit widmete er sich überwiegend seinen künstlerischen Interessen. Neben Malen und Zeichnen las er viel; u. a. lernte er Célines Roman Reise ans Ende der Nacht kennen, der auf seine schriftstellerische Entwicklung nachhaltigen Einfluss hatte. 1940, nach dem Einmarsch der deutschen Truppen, kam Boon bei Fallingbostel in Kriegsgefangenschaft. Im August 1940 entließ man ihn wieder nach Belgien. Die nächste Zeit verbrachte er mit verschiedenen Gelegenheitsarbeiten. Boon schrieb bereits seit den 1930er Jahren (ein Roman blieb Fragment), seine Erstveröffentlichung war 1941 der Roman De voorstad groeit (Die Vorstadt wächst), für den er 1942 mit dem Leo J. Krijns-Preis ausgezeichnet wurde.
Mit weiteren Publikationen in den 1940er und 1950er Jahren machte sich Boon einen bleibenden Namen in der flämischen und niederländischen Literatur. 1945 wurde er Redakteur der Zeitschrift De roode Vaan (Die rote Fahne), dem Zentralorgan der niederländischsprachigen Kommunisten. Diese Stellung gab er bald darauf wegen Meinungsverschiedenheiten auf. Er arbeitete für verschiedene Zeitungen und Zeitschriften, so u. a. für Vooruit, Het Parool, De Zweep und die Zondagspost. Er veröffentlichte hier neben Prosa auch journalistische Arbeiten. Als sein wichtigstes Werk gilt De Kapellekensbaan (1953) (dt. Der Kapellekensweg, 2002), das als eines der wichtigsten Werke der niederländischsprachigen Nachkriegsliteratur gilt. 1967 erhielt er den Constantijn Huygensprijs für sein Gesamtwerk und zweimal den belgischen Staatspreis. Bis zu seinem Tod 1979 schrieb er zahlreiche Romane.

## Werke
- De voorstad groeit (1941)
- Abel Gholaerts (1944) (dt. Abel Gholaerts, 1990)
- Vergeten straat (1946)
- Mijn kleine oorlog (1946) (dt. Mein kleiner Krieg, 1988; Alexander Verlag, 2012)
- De Kapellekensbaan (1953) (dt. Eine Straße in Ter-Muren, 1970; Ein Mädchen aus Ter-Muren, 1986; Der Kapellekensweg, 2002)
- Menuet (1955) (Menuett, Berlin : Alexander-Verl., 2011)
- Niets gaat ten onder (1956)
- De kleine Eva uit de Kromme Bijlstraat (1956)
- Zomer te Ter-Muren (1956) (dt. Sommer in Ter-Muren, 1986)
- De bende van Jan de Lichte (1957) (dt. Jan de Lichte und seine Bande, 1987)
- De zoon van Jan de Lichte (1962)
- Dorp in Vlaanderen (1966)
- Geniaal, maar met korte beentjes (1967)
- Wat een leven (1967)
- Over mijn boeken (1969)
- Pieter Daens of hoe in de negentiende eeuw de arbeiders van Aalst vochten tegen armoede en onrecht (1971)
- Mieke Maaike's obscene jeugd (1972)
- Zomerdagdroom (1973)
- De meisjes van Jesses (1973) (dt. Die Jesses-Mädchen, 1977)
- Davids jonge dagen (1974)
- De zwarte hand of het anarchisme van de negentiende eeuw in het industriestadje Aalst (1976)
- Het Geuzenboek (1979)
- Eros en de eenzame man (1980)
- Vertellingen van Jo (1989)

## Filmographie
Literarische Vorlage
- 1999: Vergeten straat
- 1993: Daens – nach dem Roman "Pieter Daens"
- 1982: Menuett (Menuet)

Drehbuch
- 1980: De witte